# Ar 64 (航空機)
アラド Ar 64
- 用途：戦闘機
- 製造者：アラド
- 初飛行：1930年春[1]
- 生産数：24機[1]
- 運用開始：1938年

アラド Ar 64（Arado Ar 64）は、1920年代終わりに開発された複葉の単座戦闘機である。本機はドイツ国がヴェルサイユ条約の規制を放棄して再軍備を始めた頃に製造された最初の戦闘機の中の1機であった。

## 設計と開発
Ar 64はアラド SD IIやアラド SD IIIから派生した機体であり、フォッカー D.XIII戦闘機の代替となる機体を求めるドイツ航空省の要求に基づいて製作された。Ar 64Dと64Eは第1次世界大戦後のドイツで一定数が生産された最初の戦闘機であった。この2種の相違点は、64Dが改良された降着装置と4枚ブレードのプロペラを持ち、64Eはダイレクトドライブ版ジュピター VI 星型エンジンに2枚ブレードのプロペラを装着していた。1932年夏に両タイプ合わせて20機が発注され、その内の19機がシュライスハイムの戦闘機パイロット学校、デベリッツとダムにある航空団（Fliegergruppe）の戦闘飛行隊（Jagdstaffeln）に配備された。

## 派生型
Data from: 
Ar 64a395 kW (530 hp) のブリストル ジュピター VI 9気筒 星型エンジンを搭載した試作機。1930年に初飛行。1機製造。
Ar 64b477 kW (640 hp) のBMW VI 6.3 V型12気筒 液冷エンジンを搭載した型。1931年に初飛行。2機のみ生産。
Ar 64c395 kW (530 hp) のジュピター VI星型エンジンを搭載した多少の構造変更を受けた型。1機生産。
Ar 64D量産型。再設計され大型化された垂直尾翼を持ち、降着装置を改良された。ギア駆動のジュピター VI 星型エンジンを搭載。DとE型で合計20機のAr 64が生産された。
Ar 64E量産型。64Dの類似型だが ダイレクトドライブ版ジュピター VI 星型エンジンを搭載。DとE型で合計20機のAr 64が生産された。

## 運用
- ドイツ国:
  - 陰の「ドイツ空軍」

## 要目 (Ar 64D)
出典: Aircraft of the Third Reich
諸元
- 乗員: 1
- 全長: 8.43 m （27 ft 8 in）
- 全高:
- 翼幅: 9.9 m（32 ft 6 in）
- 翼面積: m2 （ft2）
- 空虚重量: 1,210 kg （2,668 lb）
- 運用時重量: kg （lb）
- 有効搭載量: kg （lb）
- 最大離陸重量: 1,680 kg （3,704 lb）
- 動力: ジーメンス ジュピター VI 空冷 星型エンジン、395 kW （530 hp）   × 1　4枚ブレード 固定ピッチ

性能
- 超過禁止速度: km/h （kt）
- 最大速度: 250 km/h　5,000 m (16,404 ft)で （135 kn） 155 mph
- 巡航速度: km/h （kt） mph
- 失速速度: km/h （kt）
- フェリー飛行時航続距離: km （海里）
- 航続距離: km
- 実用上昇限度: m （ft）
- 上昇率:  （ft/s）
- 離陸滑走距離: m （ft）
- 着陸滑走距離: m （ft）
- 翼面荷重: kg/m2 （lb/ft2）
- 馬力荷重（プロペラ）: kW/kg （hp/lb）

武装
- 固定武装: 2 × 7.92 mm (.312 in) MG 17 機関銃